# Liste von Kraftwerken in Kambodscha
Die Kraftwerke in Kambodscha werden sowohl auf einer Karte als auch in Tabellen (mit Kennzahlen) dargestellt. Die Liste ist nicht vollständig.

## Installierte Leistung und Jahreserzeugung
Im Jahre 2016 lag Kambodscha bzgl. der installierten Leistung mit 1,697 GW an Stelle 119 und bzgl. der jährlichen Erzeugung mit 5,21 Mrd. kWh an Stelle 121 in der Welt. Der Elektrifizierungsgrad lag 2016 bei 49,8 % (100 % in den Städten und 36,5 % in ländlichen Gebieten). Kambodscha war 2016 ein Nettoimporteur von Elektrizität; es importierte 1,583 Mrd. kWh.

## Karte
| Kamchay |

| Kirirom 1 |

| Lower Se San 2 |

## Kalorische Kraftwerke
| Name des Kraftwerks | Inst. Leistung (MW) | Typ / Brennstoff | Status     |
| ------------------- | ------------------- | ---------------- | ---------- |
| Sihanoukville I     | 100                 | Kohle            | in Betrieb |
| Sihanoukville II    | 135                 | Kohle            | in Betrieb |

## Wasserkraftwerke
| Name des Kraftwerks | Inst. Leistung (MW) | Fluss   | Status     |
| ------------------- | ------------------- | ------- | ---------- |
| Kamchay             | 193                 | Kamchay | in Betrieb |
| Kirirom 1           | 12                  |         | in Betrieb |
| Lower Se San 2      | 400                 | Se San  | in Betrieb |

1. 1 2  Die installierte Leistung und die Koordinaten wurden aus der en.wp übernommen.

## Windparks
Laut The Wind Power waren in Kambodscha Ende 2019 Windkraftanlagen mit einer Gesamtleistung von weniger als einem MW in Betrieb.